# The Power of the Dream
The Power of the Dream è una canzone della cantante canadese Céline Dion, pubblicata come singolo promozionale in Giappone il 21 agosto 1996. Il brano è stato scritto da David Foster, Linda Thompson e Babyface per la Cerimonia di apertura dei Giochi della XXVI Olimpiade. Successivamente il brano fu inserito nell'edizione limitata asiatica e australiana dell'album Falling into You.

## Descrizione
The Power of the Dream fu scritta appositamente per la Cerimonia d'Inaugurazione della 26ª edizione delle Olimpiadi tenutesi ad Atlanta nel 1996. David Foster collaborò alla scrittura delle musiche con il cantante e produttore americano Babyface, mentre i testi furono scritti dall'attrice e paroliere Linda Thompson. Per interpretare la canzone fu scelta Céline Dion. La cantante si esibì al Centennial Olympic Stadium davanti a più di 90.000 persone e a oltre tre miliardi e mezzo di telespettatori, con David Foster al pianoforte che dirigeva l'Atlanta Symphony Orchestra e il Centennial Choir, il coro formato dal Morehouse College Glee Club, dallo Spelman College Glee Club e dall'Atlanta Symphony Orchestra Chorus. Céline donò a sostegno degli atleti canadesi il compenso ricevuto per la sua esibizione.
Il videoclip musicale del singolo è stato tratto dal filmato dell'esibizione live di Céline Dion tenutasi durante la Cerimonia d'Apertura delle Olimpiadi del 1996.
Il brano è stato interpretato anche durante i concerti anglofoni del Falling into You: Around the World.

## Successo commerciale e pubblicazioni
Il brano fu pubblicato come singolo in Giappone, dove raggiunse la posizione numero trenta della Oricon Singles Chart e dove fu certificato disco d'oro per aver venduto 75 000 copie. Sebbene non sia stato pubblicato in altri Paesi, molte stazioni radio di tutto il mondo suonarono The Power of the Dream permettendole di posizionarsi in alcuni classifiche airplay.
La canzone fu inclusa nelle edizioni limitate dell'album Falling into You pubblicate in Asia e Australia e fu pubblicata anche come traccia lato B dei singoli Because You Loved Me, It's All Coming Back To Me Now e All by Myself. Nel 2000 la Dion pubblicò una raccolta di grandi successi intitolata The Collector's Series, Volume One, la quale conteneva anche The Power of the Dream. Nel 2008 la canzone è stata inclusa nell'edizione statunitense del greatest hits My Love: Essential Collection.

## Tracce
CD Mini Singolo (Giappone) (Epic: ESDA 7169)
1. The Power of the Dream – 4:32 (testo: Linda Thompson – musica: David Foster, Babyface)
2. It's All Coming Back to Me Now – 7:37 (Jim Steinman)

## Classifiche
| Classifica (1996)               | Posizione massima raggiunta |
| ------------------------------- | --------------------------- |
| Giappone (Oricon Singles Chart) | 30                          |

## Crediti e personale
Registrazione
- Registrato ai Chartmaker Studios di Malibu (CA), Record Plant di Los Angeles (CA), The Tracken Place di Hollywood (CA), Abbey Road Studios di Londra (UK), The Hit Factory di New York City (NY)
- Mixato ai Record Plant di Los Angeles (CA), The Hit Factory (NY)

Personale
- Arrangiato da - William Ross
- Basso (sintetizzatore) - David Foster
- Chitarra acustica - Dean Parks
- Chitarra elettrica - Michael Thompson
- Direttore del coro - Mervyn Warren
- Direttore d'orchestra - William Ross
- Ingegnere del suono - Felipe Elgueta, David Reitzas
- Ingegnere dl suono (assistente) - Kyle Bess, Paul Boutin
- Mixato da - Mick Guzauski
- Musica di - Babyface, David Foster

- Orchestra - The London Symphony Orchestra
- Produttore - Babyface, David Foster
- Programmazione batteria (Kick Programming) - Babyface
- Programmazione batteria (Snare Sound) - Simon Franglen
- Programmazione sintetizzatore - Dan Shea
- Programmazione Synclavier - Simon Franglen
- Registrato da - Humberto Gatica, Jon Gass, Marnie Riley
- Tastiere - David Foster
- Testi di - Linda Thompson